# Cepheus (pokerbot)
Pour l’article homonyme, voir Cepheus.
Cepheus est un programme informatique d'intelligence artificielle destiné à jouer au poker, développé par le Computer Poker Research Group (CPRG) à l'université de l'Alberta, au Canada. Cepheus est le premier pokerbot à avoir résolu la variante de poker Fixed Limit Hold'em.
Le groupe de recherche de Cepheus est également derrière la création du pokerbot Polaris. Ses découvertes en matière d'intelligence artificielle sont depuis employées dans le développement d'un logiciel pour le traitement du diabète.
Pendant deux mois d'entraînement, Cepheus a calculé six milliards de mains chaque seconde à l'aide de ses 4 000 processeurs.